# Brachysetodes tripartitus
Brachysetodes tripartitus är en nattsländeart som beskrevs av Schmid 1964. Brachysetodes tripartitus ingår i släktet Brachysetodes och familjen långhornssländor. Inga underarter finns listade i Catalogue of Life.